# Sellos de España en 2013
Los sellos de España en el año 2013 fueron puestos en circulación por la Sociedad Estatal Correos y Telégrafos de España (la impresión se realizó en la Fábrica Nacional de Moneda y Timbre). En total se emitieron 92 sellos postales (18 en hoja bloque), comprendidos en 44 series filatélicas de temáticas diversas.

## Descripción
| Fecha de emisión | Nombre de la serie y/o del sello (descripción) | Dimensiones (mm)                     | Valor facial (en €) |
| ---------------- | --- | ------------------------------------ | ------------------- |
| 02.01            | «Arcos y puertas monumentales» 1) La Puerta del Alcázar en Ávila | 35,0 × 24,5                          | A                   |
| 02.01            | 2) El arco romano de Cáparra en la localidad homónima | 35,0 × 24,5                          | A                   |
| 02.01            | 3) El arco romano de Medinaceli en la localidad homónima | 35,0 × 24,5                          | A                   |
| 02.01            | 4) El Arco de Capuchinos en Andújar | 35,0 × 24,5                          | A                   |
| 02.01            | 5) El Arco de los Gigantes en Antequera | 35,0 × 24,5                          | A                   |
| 02.01            | 6) La Puerta de Toledo en Madrid | 35,0 × 24,5                          | A                   |
| 02.01            | 7) La Puerta de Castilla en Tolosa | 35,0 × 24,5                          | A                   |
| 02.01            | 8) El arco romano de Cabanes en la localidad homónima | 35,0 × 24,5                          | A                   |
| 02.01            | «Turismo español» 1) Logotipo y eslogan de la campaña publicitaria de 2013 de Turespaña | 40,9 × 28,8                          | 0,75                |
| 02.01            | «Serie básica» 1) La efigie del rey Juan Carlos I en color azul | 24,8 × 28,8                          | 0,37                |
| 02.01            | 2) La efigie del rey Juan Carlos I en color rojo | 24,8 × 28,8                          | 0,52                |
| 02.01            | 3) La efigie del rey Juan Carlos I en color verde | 24,8 × 28,8                          | 0,75                |
| 02.01            | 4) La efigie del rey Juan Carlos I en color gris | 24,8 × 28,8                          | 0,90                |
| 03.01            | «Valores cívicos» 1) Un vaso de agua que vierte su agua en un grifo invertido, simbolizando el Año Internacional de la Cooperación en la Esfera del Agua, como declaró la Asamblea General de las Naciones Unidas al año 2013 | 28,8 × 40,9                          | 0,90                |
| 08.01            | «Reconocimiento de las mugas fronterizas» 1) Una muga, mojón o hito fronterizo con cuatro manos hermandadas, en alusión al reconocimiento de las mugas fronterizas, iniciado en España en 1513 bajo el reinado de Fernando el Católico | 28,8 × 40,9                          | 0,52                |
| 11.01            | «Deportes» 1) Escena de un partido de balonmano con motivo del XXIII Campeonato Mundial de Balonmano Masculino celebrado en España entre el 11 y el 27 de enero de 2013 | 40,9 × 28,8                          | 0,90                |
| 15.01            | «V centenario de la promulgación de las leyes de Burgos» 1) Imagen de Cristóbal Colón, un mapa de América y parte del texto original de las leyes de Burgos, primeras leyes que la Monarquía Hispánica aplicó en América para organizar la conquista | 40,9 × 28,8                          | 0,52                |
| 22.02            | «Instrumentos musicales» 1) El tambor | 28,8 × 40,9                          | 0,37                |
| 22.02            | 2) La pandereta | 28,8 × 40,9                          | 0,37                |
| 22.02            | 3) Las castañuelas | 28,8 × 40,9                          | 0,37                |
| 22.02            | 4) Los platillos | 28,8 × 40,9                          | 0,37                |
| 22.02            | 5) El timbal | 28,8 × 40,9                          | 0,37                |
| 22.02            | «Día de la Igualdad Salarial» 1) Imagen alusiva a la igualdad salarial: una manzana roja y una verde, la primera con una tajada, y la foto de un hombre y una mujer con ropa de oficina; también se ve la leyenda "si trabajamos igual, ¿por qué cobramos distinto?"                                                                                          | 40,9 × 28,8                          | 0,42                |
| 26.02            | «Milenio del Reino de Granada» 1) Un arabesco que representa el árbol de la vida, ubicado en el pórtico norte del patio de los Arrayanes de la Alhambra | 40,9 × 28,8                          | 0,37                |
| 11.03            | «Arte contemporáneo» (HB) Cuatro pinturas del artista Antonio López García: 1) Gran Vía (1974-1981) | 33,2 × 33,2 (79,2 × 105,6)           | 0,52                |
| 11.03            | 2) Lavabo y espejo (1967) | 33,2 × 33,2 (79,2 × 105,6)           | 0,52                |
| 11.03            | 3) Casa de Antonio López Torres (1972-1780) | 33,2 × 33,2 (79,2 × 105,6)           | 0,52                |
| 11.03            | 4) Nevera nueva (1991-1994) | 33,2 × 33,2 (79,2 × 105,6)           | 0,52                |
| 15.03            | «Coches de época» (HB) 1) Un Mercedes-Benz 190 del año 1962 | 40,9 × 28,8 (105,6 × 79,2)           | 0,90                |
| 15.03            | 2) Un Citroën 2CV del año 1948 | 40,9 × 28,8 (105,6 × 79,2)           | 0,90                |
| 15.03            | 3) Un Volkswagen Escarabajo del año 1938 | 40,9 × 28,8 (105,6 × 79,2)           | 0,90                |
| 15.03            | 4) Un SEAT 1500 del año 1963 | 40,9 × 28,8 (105,6 × 79,2)           | 0,90                |
| 21.03            | «Patrimonio mundial» (HB) 1) El anverso de la moneda conmemorativa de 2€ dedicada al Monasterio de El Escorial. En la hoja bloque, una vista general del conjunto monumental | 32,0 × 32,0 –circular– (150 × 104,5) | 3,10                |
| 08.04            | «Cine español» (HB) 1) El director Rafael Gil y una película de cine | 40,9 × 28,8 (79,2 × 105,6)           | 0,52                |
| 08.04            | 2) El actor y director Fernando Fernán Gómez y su caracterización en la película El abuelo | 40,9 × 28,8 (79,2 × 105,6)           | 0,52                |
| 08.04            | 3) El actor y humorista Tony Leblanc (pseudónimo de Ignacio Fernández Sánchez) | 40,9 × 28,8 (79,2 × 105,6)           | 0,52                |
| 23.04            | «Europa 2013» 1) Serie anual a cargo de PostEurop, ese año bajo el tema Furgonetas postales; el sello muestra una furgoneta de Correos | 40,9 × 28,8                          | 0,75                |
| 25.04            | «Patrimonio nacional – Tapices» (HB) 1) El tapiz Boda de Zenobia y Odotano (Bruselas, hacia 1660) de la colección del Palacio Real de Madrid | 57,6 × 40,9 (144 × 115)              | 3,10                |
| 29.04            | «50º aniversario de FESOFI» 1) Dos logotipos de la Federación Española de Sociedades Filatélicas (FESOFI): el conmemorativo del cincuentenario y el de la propia federación, con la inscripción 1963-2013 | 40,9 × 28,8                          | 0,37                |
| 04.05            | «Puentes de España» 1) El puente de los Santos sobre la ría de Ribadeo, que une las localidades de Castropol (Asturias) y Ribadeo (Lugo) (HB) | 74,64 × 28,8 (105,6 × 79,2)          | 2,00                |
| 04.05            | 2) El puente románico de Besalú en la localidad homónima (Gerona) | 57,6 × 40,9                          | 2,00                |
| 07.05            | «Centenarios» 1) Imagen del Blériot XI (aeroplano a motor) que realizó el primer vuelo en Canarias, el 30 de abril de 1913 | 40,9 × 28,8                          | 0,52                |
| 07.05            | 2) Imagen del estadio de Artunduaga y la torre de comunicaciones en la localidad de Basauri, con motivo del centenario del Club Deportivo Basconia | 28,8 × 40,9                          | 0,52                |
| 21.05            | «Año Jubilar Mariano» 1) Imagen de la Virgen del Rocío y de la Ermita de El Rocío en Almonte (Huelva), en ocasión del Año Jubilar Mariano de la Virgen del Rocío | 28,8 × 40,9                          | 0,90                |
| 03.06            | «Fauna marina en peligro de extinción» (HB) 1) La ballena vasca (Eubalaena glacialis) | 40,9 × 28,8 (105,6 × 79,2)           | 0,37                |
| 03.06            | 2) El atún rojo (Thunnus thynnus) | 40,9 × 28,8 (105,6 × 79,2)           | 0,37                |
| 03.06            | 3) La foca monje (Monachus monachus) | 40,9 × 28,8 (105,6 × 79,2)           | 0,37                |
| 03.06            | 4) La lamprea marina (Petromyzon marinus) | 40,9 × 28,8 (105,6 × 79,2)           | 0,37                |
| 11.06            | «Efemérides» 1) El sello empleado en 1881 para la validación de los documentos administrativos emitidos por la Inspección General de la Hacienda Pública | 40,9 × 28,8                          | 0,52                |
| 11.06            | 2) Con motivo del 150.º aniversario de la línea Barcelona-Sarriá una locomotora de la primera serie en servicio | 40,9 × 28,8                          | 0,52                |
| 13.06            | «Personajes» 1) El payaso Miliki (Emilio Aragón) | 28,8 × 40,9                          | 0,37                |
| 18.06            | «Puentes de España» 1) El Puente de Piedra en Logroño sobre el río Ebro | 57,6 × 49,9                          | 1,00                |
| 18.06            | 2) El puente Nuevo en Ronda (Málaga) sobre el río Tajo | 28,8 × 74,64                         | 1,00                |
| 20.06            | «Puentes de España» 1) El puente de Sancho el Mayor (parte de la autovía A-15) que cruza el río Ebro cerca de la localidad de Castejón (Navarra) | 57,6 × 49,9                          | 1,00                |
| 20.06            | 2) El puente de Puentecillas en Palencia sobre el río Carrión | 74,6 × 28,8                          | 2,00                |
| 27.06            | «Día de las Víctimas del Terrorismo» 1) Imagen alusiva que muestra unas manos en actitud de protesta | 40,9 × 28,8                          | 0,37                |
| 04.07            | «Personajes» 1) Fray Rosendo Salvado Rotea | 40,9 × 28,8                          | 0,90                |
| 04.07            | 2) San José de Cupertino elevado por los ángeles, imagen ubicada en la bóveda de la Basílica de Santa María de las Nieves de Copertino (Italia) | 40,9 × 28,8                          | 0,90                |
| 04.07            | 3) Una imagen de San Telmo y la portada gótica de la Catedral de Tui | 28,8 × 40,9                          | 0,90                |
| 09.07            | «Deportes» (HB) 1) Un balón de balonmano con los colores de la bandera de España con motivo del título ganado en el Mundial de Balonmano de 2013 por la selección española. En la hoja bloque se ve a los integrantes del equipo campeón, la palabra ¡Campeones! Y las dos estrellas doradas que acreditan los dos títulos mundiales de la selección española | 40,9 × 28,8 (79,2 × 105,6)           | 1,00                |
| 11.07            | «Efemérides» 1) Con motivo del séptimo centenario de la proclamación del tratado Era Querimònia para el Valle de Arán por parte del rey Jaime II de Aragón, el sello reproduce un galín (medida equivalente a unos 20 litros de trigo) con el escudo del Valle de Arán                                                                                        | 28,8 × 40,9                          | 0,52                |
| 12.09            | «Moda española» (HB) Cuatro vestidos del diseñador de moda Paco Rabanne 1) Un vestido largo a base de placas de plástico plateado engarzadas con anillas y cadenas de metal | 28,8 × 49,8 (105,6 × 150)            | 0,52                |
| 12.09            | 2) Un vestido corto compuesto de cremalleras amarillas y turquesas, en algodón y metal dorado | 28,8 × 49,8 (105,6 × 150)            | 0,52                |
| 12.09            | 3) Un vestido corto con placas recortadas de formas cuadrangular y triangular en color fresa, combinadas con otras de plástico transparente amarillo y azul | 28,8 × 49,8 (105,6 × 150)            | 0,52                |
| 12.09            | 4) Un vestido corto realizado con placas circulares doradas que se enganchan entre sí con anillas de metal | 28,8 × 49,8 (105,6 × 150)            | 0,52                |
| 18.09            | «Valores cívicos escolares» (HB) Dibujos que ilustran cuatro ejemplos de valores cívicos para los escolares: 1) Seguridad vial | 28,8 × 40,9 (115 × 144)              | 0,37                |
| 18.09            | 2) Compañerismo | 40,9 × 28,8                          | 0,37                |
| 18.09            | 3) Respeto | 40,9 × 28,8                          | 0,37                |
| 18.09            | 4) Deportes | 40,9 × 28,8                          | 0,37                |
| 20.09            | «Exfilna 2013» (HB) 1) Diseño alusivo a la LI Exposición Filatélica Nacional (Exfilna), celebrada en León; el sello muestra la fachada de la Basílica de San Isidoro y una imagen del rey Fernando I de León conservada en la Catedral de León La hoja bloque muestra la fachada contemporánea del Auditorio Ciudad de León                                   | 64,4 × 28,8 (105,6 × 79,2)           | 3,10                |
| 25.09            | «Puentes de España» 1) El puente del Dragón sobre el río Guadaíra en la localidad de Alcalá de Guadaíra (Sevilla) | 74,6 × 28,8                          | 1,00                |
| 25.09            | 2) El puente Ingeniero Carlos Fernández Casado sobre el embalse de Barrios de Luna (León) | 40,9 × 57,6                          | 2,00                |
| 25.09            | 3) El puente del Pilar en Zaragoza, que cruza el río Ebro, con la Catedral del Pilar al fondo (HB) | 40,9 × 57,6 (105,6 × 79,2)           | 2,00                |
| 25.09            | 4) El puente romano de Mérida sobre el río Guadiana (HB) | 57,6 × 40,9 (150 × 104,5)            | 3,10                |
| 03.10            | «América - UPAEP» 1) Diseño elegido por España para la emisión conjunta de la UPAEP de ese año bajo el tema "Lucha contra la discriminación"; el sello muestra un diseño alusivo con un grupo de personas dando la espalda a una mujer desamparada y la leyenda "No des la espalda"                                                                           | 40,9 × 28,8                          | 0,37                |
| 05.10            | «Efemérides» 1) En ocasión al 250º aniversario de Loterías y Apuestas del Estado, el sello ilustra un característico bombo giratorio y una mano con una bola marcada con el número 250 | 40,9 × 28,8                          | 0,37                |
| 08.10            | «Micología» 1) La seta Agaricus xanthodermus | 40,9 × 28,8                          | 0,37                |
| 08.10            | 2) La seta Marasmius oreades | 40,9 × 28,8                          | 0,37                |
| 08.10            | 3) La seta Amanita pantherina | 40,9 × 28,8                          | 0,37                |
| 09.10            | «Puentes de España» 1) El puente de Frías sobre el río Ebro en la localidad homónima (Burgos) (HB) | 57,6 × 40,9 (105,6 × 79,2)           | 3,10                |
| 09.10            | 2) El puente de Toledo sobre el río Manzanares (Madrid) (HB) | 57,6 × 40,9 (150 × 104,5)            | 3,10                |
| 14.10            | «Juvenia» 1) Diseño ganador de la XXIII Exposición Nacional de Filatelia Juvenil Juvenia 2013 celebrada en Alicante; el sello muestra un dibujo de dos personas sentadas en la Explanada de España de Alicante, con el monte Benacantil al fondo | 40,9 × 28,8                          | 0,75                |
| 28.10            | «Emisión conjunta España-Bélgica» 1) Diseño alusivo al 150.º aniversario de la Cruz Roja. | 66,4 × 33,2                          | 0,90                |
| 05.11            | «Efemérides – 75º cumpleaños de SS. MM. los Reyes de España» (HB) 1) Retrato del rey Juan Carlos I y la reina Sofía La hoja bloque muestra el Palacio Real de Madrid y el escudo de armas del Rey | 40,9 × 28,8 (150 × 104,5)            | 3,00                |
| 06.11            | «Navidad» 1) El cuadro La Virgen de la Leche (1659), del pintor Alonso Cano | 28,8 × 40,9                          | A                   |
| 06.11            | 2) Dibujo del reloj de la Puerta del Sol en Madrid rodeado de 12 uvas y la leyenda "Feliz Año" | 28,8 × 40,9                          | B                   |
| 12.11            | «Deporte para todos» 1) Las carreras populares | 40,9 × 28,8                          | 0,37                |
| 12.11            | 2) El cicloturismo | 40,9 × 28,8                          | 0,37                |
| 12.11            | 3) El senderismo | 40,9 × 28,8                          | 0,37                |
| 14.11            | «Emisión conjunta España-Japón» (HB) La hoja bloque muestra la fachada del Nacimiento del Templo de la Sagrada Familia de Barcelona Cada sello muestra una especie floral típica de cada país: 1) El geranio | 28,8 × 40,9                          | 0,90                |
| 14.11            | 2) La Lespedeza thunbergii | 28,8 × 40,9                          | 0,90                |
| 15.11            | «Personajes» (HB) 1) El Adolfo Suárez González, presidente del Gobierno entre 1976 y 1981 La hoja bloque muestra el Congreso de los Diputados y el edificio del Senado, así como el escudo de España | 40,8 × 57,6 (150 × 104,5)            | 3,10                |